# Lijst van burgemeesters van Merkelbeek
Dit is een lijst van burgemeesters van de voormalige Nederlandse gemeente Merkelbeek tot die gemeente op 1 januari 1982 opging in de gemeente Onderbanken.
| Ambtsperiode | Naam burgemeester         | Partij of stroming | Bijzonderheden                                        |
| ------------ | ------------------------- | ------------------ | ----------------------------------------------------- |
| 18?? - 1860  | J.W. Goessens             |                    |                                                       |
| 1860 - 18??  | G.J.A. Goessens           |                    |                                                       |
| 1878 - 1884  | J.C. Palmen               |                    |                                                       |
| 1884 - 18??  | M.J. Palmen               |                    |                                                       |
| 1892 - 1896  | M.J.H. Nuchelmans         |                    | tevens burgemeester van Oirsbeek (1886-1896)          |
| 1896 - 1915  | J.H.K. van den Camp       |                    |                                                       |
| 1915 - 1918  | L.F.J. Pijls              |                    |                                                       |
| 1918 - 1942  | J.P.K. Gabriëls           |                    | tevens burgemeester van Oirsbeek                      |
| 1943 - 1944  | J.M.L. Franssen           | NSB                | waarnemend, tevens waarnemend burgemeester van Jabeek |
| 1944 - 1946  | Mathieu (M.J.P.M.) Corbey |                    | waarnemend                                            |
| 1946 - 1977  | Jos (J.J.Th.) Clement     | KVP                |                                                       |
| 1977 - 1980  | Ruud (R.M.G.) Vermaaten   | KVP / CDA          | later burgemeester van Grubbenvorst                   |
| 1980 - 1982  | Dries (A.B.J.) Ewalds     |                    | waarnemend; eerder burgemeester van Maasbracht        |